# Anton Ondruš
Anton Ondruš (Solčany, 27 marzo 1950) è un ex calciatore cecoslovacco, di ruolo difensore.
Con la nazionale della Cecoslovacchia si laureò campione europeo nel 1976

## Carriera

### Club
Entrò nel 1959 nelle giovanili dello Slovan ÚNV Bratislava, nella cui prima squadra debuttò nel 1970. Con lo Slovan vinse due campionati e una coppa di Cecoslovacchia. Fu allo Slovan fino al 1981 tranne una breve parentesi, nel 1978, al Dukla Banská Bystrica.
Una volta compiuti i trent'anni ebbe la licenza per giocare all'estero. Divenne professionista in Belgio al Club Bruges, per poi trasferirsi nella stagione successiva in Francia, al Thonon, dove rimase per quattro anni. Nel 1987 fu invece nel club svizzero del Bienne, in cui chiuse la carriera nel 1989.

### Nazionale
Vanta 58 presenze con la nazionale della Cecoslovacchia, 37 delle quali da capitano, con 9 reti.
Ha vinto il campionato d'Europa 1976 in Jugoslavia e, quattro anni dopo in Italia, vinse la finale per il terzo posto proprio contro la squadra padrona di casa.

## Palmarès

### Club
- Campionato cecoslovacco: 2

Slovan Bratislava: 1973-1974, 1974-1975
- Coppa di Cecoslovacchia: 1

Slovan Bratislava: 1973-1974

### Nazionale
- Campionato d'Europa: 1

Cecoslovacchia: 1976